# Броненосцы береговой обороны типа «Индепенденсия»
Броненосцы береговой обороны типа «Индепенденсия» (исп. Independencia — независимость) — серия броненосцев ВМС Аргентины. Спроектированы и построены в Англии. В аргентинской историографии часто классифицируются как «речные броненосцы» (аcorazado de río). Всего было построено два корабля.

## История строительства и службы
Заказ на строительство двух броненосцев для обороны устья Ла-Платы поступил английской фирме Laird. По контракту между правительством Аргентины и компанией стоимость каждого корабля определялась в 176 тысяч фунтов стерлингов. В ходе строительства «Нуэве де Хулио» был переименован в «Либертад». Броненосец «Индепенденсия», сохранивший верность правительству, участвовал в «Парковой революции» 1890 года. 29 сентября в сражении при Эспинильо в районе Росарио, сошлись захваченный путчистами монитор «Лос-Андес» и проправительственные «Индепенденсия» и канонерка «Эспо́ра». Корабль мятежников получил несколько попаданий 240-мм снарядами и капитулировал. В 1947 году ARA Independencia сменил крейсер «Бельграно» в качестве плавбазы подводных лодок типа «Санта-Фе».

## Конструкция
Представляли собой прибрежные корабли с высотой борта всего около 3 м. Артиллерия главного калибра — немецкая «Крупп», а 120-мм — английская «Армстронг». Корпус — гладкопалубный, с одной дымовой трубой и одной мачтой.

## Список кораблей типа
| Название                                 | Верфь-строитель                           | Дата закладки    | Дата спуска на воду | Дата вступления в состав флота | Дата вывода из состава флота/гибели | Судьба                      |
| ---------------------------------------- | ----------------------------------------- | ---------------- | ------------------- | ------------------------------ | ----------------------------------- | --------------------------- |
| «Либертад» ARA Libertad (1892)           | Cammell Laird (Биркенхед, Великобритания) | 1890 г.          | 26 февраля 1891 г.  | декабрь 1892 г.                | 1941 г.                             | Отправлен на слом в 1968 г. |
| «Индепенденсия» ARA Independencia (1892) | Cammell Laird (Биркенхед, Великобритания) | 15 марта 1890 г. | 11 декабря 1890 г.  | 5 марта 1892 г.                | 1951 г.                             | Отправлен на слом в 1968 г. |